# Drobirski tok
Drobirski tok je gravitacijski (hiperkoncentriran) tok mešanice zemljin, hribin (skal) vode in/ali zraka, ki je sprožen z nastankom plazu pri velikem vtoku vode.
Pri potovanju drobirskega toka nastane po dolini oz. grapi rana v obliki kače. Tok lahko erodira dno in boke doline, na svoji poti odnaša predmete in ustvari debele, blatne obloge na dnu doline. Končna oblika odloženega materiala je podobna jeziku z velikimi skalami na njem. Dodatno dvigovanje toka v boke lahko povzročajo centrifugalne sile. Običajno ima v razsutem stanju gostoto, primerljivo s tisto pri skalnih plazovih in drugih vrstah plazov (približno 2000 kilogramov na kubični meter), vendar zaradi razširjenega utekočinjanja sedimenta z visokimi pornimi pritiski povzroča, da lahko teče skoraj tako kot voda.  Drobirski tok, ki pada skozi kanal, pogosto doseže hitrosti, ki presegajo 10 metrov na sekundo (več kot 36 kilometrov na uro), nekateri veliki tokovi so dosegli tudi veliko večje hitrosti. Drobirski tokovi z volumni segajo do okoli 100.000 kubičnih metrov, pogosto se pojavljajo v gorskih regijah po vsem svetu. Največji prazgodovinski tokovi so imeli količine, ki so presegale 1 milijardo kubičnih metrov (to je 1 kubični kilometer). Rezultat njihovih visokih koncentracij sedimentov in hitrosti je lahko zelo poguben.
Pomembnejši nesreče zaradi drobirskih tokov v dvajsetem stoletju, kjer je bilo več kot 20.000 smrtnih žrtev, so bile v Armero, Kolumbija leta 1985 in deset tisoč v državi Vargas v Venezueli leta 1999.
Zemeljski plaz Stože pod Mangartom, ki se je prvič sprožil 15. novembra 2000 in drugič 17. novembra, je kot murasti ali drobirski tok prizadel 4 km oddaljeno vas Log pod Mangartom. V dolino je zgrmelo dobrih 1,5 milijona kubičnih metrov materiala, ki se je ob obilnem deževju, zaradi prepojenosti, utekočinil in splazel.

## Značilnosti in vedenje
Drobirski tokovi imajo volumetrične koncentracije sedimenta, ki presega približno 40 do 50%, preostanek pa obsega tok vode. Po definiciji drobir vsebuje sedimentna zrna različnih oblik in velikosti, navadno v razponu od mikroskopskih glinenih delcev do velikih skal. Poročila medijev pogosto uporabljajo izraz blatni za opis drobirskega toka, a res blatni tokovi so sestavljeni večinoma iz zrn manjših od peska. Na zemeljski površini so blatni tokovi precej manj pogosti kot drobirski tokovi. Podvodni blatni tokovi prevladujejo na podmorskem kontinentalnem robu, kjer  lahko povzročijo motne tokove. Drobirski tokovi v gozdnih območjih lahko vsebuje velike količine lesnega drobirja kot so debla in drevesni štori. S sedimenti bogata vodna poplava s solidno koncentracijo, ki sega od okoli 10 do 40% se obnaša nekoliko drugače kot drobirski tok in je znana kot hiperkoncentrirana poplava. 
Drobirski tok lahko sproži močno deževje in taljenje snega, porušitev jezu ali izbruh ledeniške poplave, plaz, ki je lahko ali ni povezan z intenzivnim dežjem. V vseh primerih so glavni pogoji za začetek drobirskega toka prisotnost pobočja z naklonom večjim do približno 25 stopinj, razpoložljivost obilice ohlapnih sedimentov, zemlje ali skal in dovolj vode, da bi ta razsut material dosegel stanje skoraj popolne nasičenosti. Drobirski tokovi so pogostejši po gozdnih požarih, saj izkušnje v južni Kaliforniji to dokazujejo. Predstavljajo veliko nevarnost v mnogih strmih, gorskih območjih, zato so nanje posebej pozorni na Japonskem, Kitajskem, Tajvanu, ZDA, Kanadi, Novi Zelandiji, na Filipinih, v evropskih Alpah, Rusiji in Kazahstanu. Na Japonskem je velik drobirski tok ali plaz imenuje yamatsunami (山 津 波), dobesedno gorski cunami.
Drobirski tokovi se pospešeno spuščajo z gravitacijo in običajno sledijo strmim gorskim potem, ki ležijo na aluvialnih stožcih ali poplavnih ravninah. Sprednji del ali "glava"  drobirskega toka pogosto vsebuje obilo grobega materiala, kot so balvani in debla, ki omogočajo močno trenja. Za »glavo« je manj trenja, predvsem utekočinjeno telo toka, ki vsebuje višji odstotek peska, mulja in gline. Te drobne usedline pomagajo ohranjati visok porni pritisk, ki izboljšuje mobilnost drobirskega toka. V nekaterih primerih telesu toka sledi bolj voden rep, ki prehaja v hiperkoncentriran vodotok. Drobirski tokovi se po navadi gibljejo v vrsti impulzov, ali diskretnih prenapetosti, pri čemer ima vsak impulz ali prenapetost značilno glavo, telo in rep
Nanos drobirskega toka se zlahka prepozna. Ti naravni nasipi tvorijo pri relativno mobilnem, utekočinjenem, drobnozrnatem toku v telesu drobirskega toka grobe hrapave robove, umazanijo sposobno velikega trenja, ki se nabira v čelu drobirskega toka kot posledica ločevanja zrn (znani pojav v granulirani mehaniki). Bočni nasipi lahko omejijo poti, ki sledijo drobirskemu toku, prisotnost starejših nasipov zagotavlja idejo o magnitudi prejšnjih drobirskih tokov na določenem območju. S pomočjo datiranja dreves, ki rastejo na teh nanosih, se lahko približno ugotovi pogostnost uničujočih drobirskih tokov. To je pomembna informacija za razvoj zemljišč na območjih, kjer so drobirski tokovi pogosti. Starodavne nanose drobirskih tokov, ki so izpostavljeni le v izdankih je težje prepoznati, vendar so pogosto značilni z zrni zelo različnih oblik in velikosti. Ta slaba razvrstitev sedimentnih zrn razlikuje nanose drobirskih tokov od večine vodnih sedimentov.

### Faze poteka drobirskih tokov
Drobirski tok ima tri časovno zaporedne faze:
- sproženje plazu, ki je povezano z drsenjem mase po strmem pobočju, kjer pusti erozijsko depresijo
- potovanje drobirskega toka; čelo toka deluje kot plimni val, ki vdira v ozek zaliv, drobirski tok lahko erodira dno doline in njene boke. Po grapi nastane rana v obliki kanala.
- odlaganje materiala v dolini je največkrat pahljačasto, ki nastane, ko se strma grapa, po kateri teče, odpre v bolj ravninski svet. Če se dolina razširi, se material odlaga tudi ob obeh robovih toka, kjer lahko z velikimi skalami tvori robne nasipe. Od morfološke oblike terena na območju, kjer drobirski tok zgubi energijo, je odvisno, kakšna bo oblika odloženega materiala.

## Tipi
Drugi geološki tokovi, ki jih lahko označimo kot drobirski tok imajo običajno bolj posebna imena. To so:

### Lahar
Lahar je drobirski tok povezan na nek način z vulkansko aktivnostjo, bodisi neposredno kot posledica izbruha vulkana ali posredno kot propad razsutega materiala na boku vulkana. Lahar lahko sprožijo različni pojavi, vključno taljenje ledenika zaradi vulkanske dejavnosti, močnega deževja na mehkem piroklastičnem materialu ali izbruh jezera, ki je bila prej zajezen s piroklastičnim ali ledeniškim sedimentom. Beseda lahar je indonezijskega izvora, zdaj pa ga po vsem svetu geologi rutinsko uporabljajo za opis vulkanskega drobirskega toka. Skoraj vsi največji na Zemlji in najbolj uničujoči drobirski tokovi so laharji, ki izvirajo od vulkanov. Primer je Lahar, ki je poplavil mesto Armero v Kolumbiji.

### Jökulhlaup
Jökulhlaup je izbruh ledeniške poplave. Jökulhlaup je islandska beseda, saj na Islandiji veliko izbruhov ledeniških poplav sprožijo sub-ledeniških vulkanski izbruhi. (Islandija leži na vrhu Srednjeatlatskega hrbta, ki se oblikuje z verigo večinoma podmorskih vulkanov). Drugod je bolj pogost vzrok jökulhlaupsa prebitje zajezenega ledu ali morenske zajezitve jezera. Takšni dogodki z nenadno stalitvijo ledeniškega ledu v jezero nato povzročijo val, ki prebije moreno ali ledeni jez. Dolvodne doline od točke porušitve, lahko jökulhlaup odnese veliko ohlapnega sedimenta iz doline skozi katero potuje. Dovolj velik dogodek lahko omogoči poplavo preoblikovati v drobirski tok. Razdalja poti sme preseči 100 km.

## Dinamika drobirskega toka
Dinamiko drobirskih tokov lahko opišemo z matematičnimi razmerji, ki so precej kompleksni in dajejo odnose med osnovnimi parametri, s katerimi opišemo drobirski tok. Ti pomembni parametri, ki jih pridobimo z modeli v laboratoriju ali na mestu samem, so: gostota materiala, poroznost, strižna napetost, viskoznost, turbulenca, napetostno stanje. Pri dinamiki nas zanimajo povprečna hitrost toka, površinska hitrost in spreminjanje hitrosti toka z globino. 
Obstajajo štirje glavni faktorji, ki določajo obnašanje toka: viskoznost, turbulence, drsenje delcev med seboj in njihovi trki.

## Preprečevanje škode
Da bi preprečili drobirske tokove, ki uničujejo premoženje in ljudi, lahko zgradimo razbijalce tokov in bazene. Bazeni so namenjeni zaščiti tal in vodnih virov ali za preprečitev nadaljnje škode. Takšne konstrukcije so zadnja možnost, ker so drage za gradnjo in zahtevajo redno letno vzdrževanje. 

## V popularni kulturi
Leta 1989 je v okviru svojega obsežnega dela David Gordon's United States, kasneje, leta 1999, kot del Autobiography of a Liar, koreograf David Gordon združil glasbo Harryja Partcha in besedilo Johna McPheeja iz The Control of Nature, ki jo bere Norma Fire, v ples z naslovom Debris Flow, »grozljivo posneta pripoved neke družinske preizkušnje v velikem zemeljskem plazu v L.A. ...«